# Усково (Химки)
Усково — квартал в микрорайоне Сходня городского округа Химки Московской области России. В 2004 году деревня  вошла в черту города Сходня; с 15 сентября 2004 года и сам город Сходня вошёл в состав Химок. 
Квартал Усково находится на возвышение реки Горетовка, недалеко от Новосходненского шоссе, в пару километрах от платформы «Сходня». Рядом деревня Голиково и микрорайон «Золотые Купола».

## Название
Ойконим, возможно, по имени владельцев владельческой деревни. 

## История
В XVII веке на месте пустоши Усова появилась небольшая монастырская деревня Ускова. В 1764 году она стала деревней государственных имуществ (царское (дворцовое, казённое) владение). На сборной карте уездов Московской губернии, по состоянию на 1766 — 1770 годы, деревня указана как Уская
В 1840-х годах в Усково было 24 двора, в которых проживал 174 человека.
В середине 1880-х годов в деревне Усково находились мельница, лавка, трактир, 38 крестьянских дворов. Главными видами местных и отхожих промыслов были: столярный, резной, вязальный и легковой извоз. В деревне существовали три торговых заведения и два промышленных. Ближайшее земское училище находилось в деревне Голиково. Обе деревни в трех верстах от полустанка «Сходня» и в 26 верстах от Москвы.
После 1917 года Усково входило в Сходненскую (ранее в Черкизовскую), а затем Ульяновскую волости.  
В 1940 году Усково вошла в состав Химкинского района Подмосковья.
В 2004 году происходило объединение населённых пунктов Химкинского района. Так, 19 июля дачный посёлок Фирсановка и деревня Усково были присоединены к городу Сходня, а посёлок Новогорск, деревня Кирилловка, посёлок подсобного хозяйства «Сходня», деревню Филино (её часть) были присоединены к рабочему посёлку Новоподрезково.

## Население
Сегодня в Усково постоянно проживает свыше 120 жителей, в летнее время население увеличивается. Около бывшей деревни находятся вновь построенные коттеджи и садоводческое товарищество.  